# ماتيلدي إيلينا لوبيز
ماتيلدي إيلينا لوبيز (بالإسبانية: Matilde Elena López) (20 فبراير 1919، سان سلفادور في السلفادور - 11 مارس 2010، سان سلفادور في السلفادور)؛ كاتِبة وشاعرة .